# Megalopsalis
Genre
Synonymes
- Macropsalis Sørensen, 1886 nec Sclater, 1866
- Spinicrus Forster, 1949
- Hypomegalopsalis Taylor, 2011

Megalopsalis est un genre d'opilions eupnois de la famille des Neopilionidae.

## Distribution
Les espèces de ce genre sont endémiques d'Australie.

## Liste des espèces
Selon World Catalogue of Opiliones (28/06/2025) :
- Megalopsalis (Intutoportula) Taylor, 2025
  - Megalopsalis minima (Kauri, 1954)
  - Megalopsalis porongorupensis (Kauri, 1954)
  - Megalopsalis suffugiens Taylor, 2013
  - Megalopsalis walpolensis Taylor, 2013
- Megalopsalis (Megalopsalis) Roewer, 1923
  - Megalopsalis epizephyros Taylor, 2011
  - Megalopsalis eremiotis Taylor, 2011
  - Megalopsalis hoggi (Pocock, 1903)
  - Megalopsalis leptekes Taylor, 2011
  - Megalopsalis pilliga Taylor, 2011
  - Megalopsalis serritarsus (Sørensen, 1886)
  - Megalopsalis stewarti (Forster, 1949)
  - Megalopsalis sublucens Taylor, 2013
  - Megalopsalis tanisphyros (Taylor, 2011)
  - Megalopsalis tasmanica (Hogg, 1910)
  - Megalopsalis thryptica (Hickman, 1957)
- Megalopsalis (Spinicruroides) Taylor, 2025
  - Megalopsalis atrocidiana Taylor, 2013
  - Megalopsalis caeruleomontium Taylor, 2013
  - Megalopsalis coronata Taylor, 2013
  - Megalopsalis puerilis Taylor, 2013

## Systématique et taxinomie
Macropsalis Sørensen, 1886, préoccupé par Macropsalis Sclater, 1866, a été remplacé par Megalopsalis par Roewer en 1923.
Spinicrus et Hypomegalopsalis ont été placés en synonymie par Taylor en 2013.

## Publications originales
- Roewer, 1923 : Die Webernechte der Erde. Systematische Bearbeitung der bisher bekannten Opiliones. Jena, Gustav Fischer, p. 1–1116.
- Sørensen, 1886 : « Opiliones. » Die Arachniden Australiens, Bauer & Raspe, Nurnberg, p. 53–86 (texte intégral).
- Taylor, 2025 : « Further discussion of relationships within Australasian Neopilionidae (Opiliones: Phalangioidea), with description of two new species and eight new genera. » Zootaxa, no 5631(1), p. 52–82.